# Comuna Novopoltavka, Cernihivka
Novopoltavka (în ucraineană Новополтавка) este o comună în raionul Cernihivka, regiunea Zaporijjea, Ucraina, formată din satele Novopoltavka (reședința) și Zorea.

## Demografie
Componența lingvistică a comunei Novopoltavka
     Ucraineană (93,62%)
     Rusă (6,26%)
     Alte limbi (0,06%)
Conform recensământului din 2001, majoritatea populației comunei Novopoltavka era vorbitoare de ucraineană (93,62%), existând în minoritate și vorbitori de rusă (6,26%).